# Febbio
Febbio è una frazione di Villa Minozzo, in provincia di Reggio Emilia, nell'alto Appennino reggiano. Assieme a Cervarezza Terme, Cerreto Laghi, Civago e Marola è una delle più importanti località turistiche dell'Appennino reggiano.

## Geografia fisica
Febbio è situata sul versante nord-est del monte Cusna, nel cuore della val d'Asta. Dista 15 km da Villa Minozzo e 65 da Reggio nell'Emilia.

## Storia
Nel 1240 gli uomini di Febbio e dei borghi vicini giurarono fedeltà al comune di Reggio. Aderì, nel 1796, alla Repubblica Reggiana e di conseguenza divenne comune autonomo. Con la Restaurazione fu di nuovo aggregato al comune di Villa Minozzo. 
Il 7 settembre 1920 Febbio e la val d'Asta furono devastate da un forte terremoto, che interessò anche la Lunigiana e la Garfagnana. Dopo il sisma l'abitato fu interessato anche da numerose frane causate dal movimento tellurico.
A seguito di queste frane nel 1923 venne previsto con Regio Decreto lo spostamento in altro luogo del paese, provvedimento poi revocato nel 1929, essendosi nel frattempo fermato il fenomeno franoso 
Durante la seconda guerra mondiale in località Lama Golese (o La Magolese, secondo alcune mappe) sono stati organizzati i primi nuclei di partigiani dell'appennino reggiano. I partigiani trovarono inizialmente riparo presso alcuni ricoveri per le pecore e presso l'edificio dei guardiafili delle linea elettrica proveniente dalla centrale elettrica di Ligonchio.
Nel corso del XIX secolo sono stati prosciugati alcuni laghi in località Rescadore, in modo da limitare il rischio di frane, l'area di sedime dei precedenti laghi è stata adibita a parcheggio.

## Monumenti e luoghi d'interesse

### Architetture religiose
- Chiesa di San Lorenzo

## Stazione sciistica
In località Rescadore è collocata una stazione sciistica dotata di piste di vario livello per un totale di circa 10 km di piste .
Caratteristica distintiva della stazione è il notevole dislivello, essendo possibile con un'unica discesa coprire un dislivello di 900 metri.
Gli impianti sono costituiti da un tapis roulant nel campo scuola e due seggiovie ad ammorsamento fisso; una seggiovia triposto che collega l'abitato di Rescadore (1160 m) fino a  quota 1500 metri e una limitrofa seggiovia biposto che raggiunge il Rifugio del Crinale sul crinale del Monte Cusna a 2065 m.
Sono presenti nella parte alta una pista nera (La 2000) e una (La Esse) normalmente non battuta, servite dalla Seggiovia 2000.
Nella parte bassa, servita dalla seggiovia triposto sono presenti piste sia rosse che blu.
La località è nota anche per aver visto gli esordi del campione olimpico Giuliano Razzoli.
Gli impianti di risalita sono in funzione anche nella stagione estiva a per attività di escursionismo e Mountain Bike, con anche percorsi di Downhill.
Aspetto distintivo degli impianti rispetto ad qltri simili, è l'utilizzo anche in notturna degli stessi. Dal 2017 infatti è stato realizzato un impianto di illuminazione delle seggiovie, che permette l'apertura notturna, effettuata regolarmente nei periodi estivi.